# Gibbestoloides compacta
Gibbestoloides compacta är en skalbaggsart som beskrevs av Stefan von Breuning 1940. Gibbestoloides compacta ingår i släktet Gibbestoloides och familjen långhorningar. Inga underarter finns listade i Catalogue of Life.